# Braque de l’Ariège
Der Braque de l’Ariège ist eine von der FCI anerkannte französische Hunderasse (FCI-Gruppe 7, Sektion 1.1, Standard Nr. 177).

## Herkunft und Geschichtliches
Die Herkunft der Rasse wird auf den alten Französischen Vorstehhund zurückgeführt, der für heutigen Geschmack eher schwer und langsam war. Daher wurden im 19. Jahrhundert weiß-orangefarbene Vorstehhunde des Südens eingekreuzt. So entstand der heutige Hundetyp: ein „harter“ und schneller Gebrauchshund für die Jagd. Als Jagdhund in der Ariège genutzt, wurde das Aussterben der Rasse verhindert, bis 1990 Züchter begannen, sich gezielt für den Fortbestand der Rasse einzusetzen, nachdem seit 1964 kein Hund dieser Rasse mehr in das Livre des Origines Français, das Zuchtbuch der SCC, eingetragen worden war.

## Beschreibung
Diese Bracke wird bis zu 67 cm groß. Der Körper ist etwas länger als hoch, und die Muskulatur tritt hervor. Insgesamt entspricht das äußere Erscheinungsbild dem Brackentyp. Das Haar ist fein, eng anliegend in den Farben Weiß-Orange oder Weiß-Braun. Die hängenden Ohren sind tief und relativ weit hinten angesetzt, sehr dünn und lang und etwas eingedreht. Sie hat einen rosa-rötlichen Nasenschwamm, die Augen sind leicht oval und dunkelbernsteinfarben oder kastanienbraun.

## Wesen
Die Braque de l'Arìege soll, so legt es der Rassestandard fest, widerstandsfähig, führig und leicht auszubilden sein.

## Verwendung
Die Hunde dieser Rasse werden hauptsächlich als Jagd- und Apportierhunde eingesetzt.